# Еліс Вернер
Е́ліс Ве́рнер (англ. Alice Werner; 26 червня 1859 — 9 червня 1935) — письменниця, поетеса і викладачка мов банту. 
Народилася в Трієсті. Вона жила в Новій Зеландії, Мексиці, США та в багатьох країнах Європи. Початкову освіту вона отримала в Німеччині до свого переїзду в Англію, де вона відвідувала коледж Ньюнгейм при Кембриджському університеті. Після відвідин Ньясаленду в 1893 році і Наталя в 1894 році, всі написані нею твори були пов'язані з африканською тематикою. З 1899 року викладала в Лондоні мови зулу і африкаанс. У 1911-1913 рр. мандрувала Східною Африкою де вивчала місцеві мови. У 1917 році вона почала працювати в Школі сходознавства, рухаючись вгору по кар'єрній драбині від звичайного викладача до професора і спеціаліста із суахілі і мов банту, і де Вернер продовжувала свою працю аж до виходу на пенсію в 1929–1930 рр. Протягом цього часу, вона також викладала в Оксфорді та Кембриджі, в співпраці зі своєю сестрою Мері Вернер. У 1928 році Еліс Вернер отримала звання завідувача кафедри літератури Лондонського університету. Після виходу на пенсію, вона отримала звання заслуженого професора того ж таки університету. У 1931 році вона була нагороджена срібною медаллю Африканського товариства, в якому вона була віце-президентом.

## Праці
- A Time and Times (poems) (1886)
- O'Driscoll's Weird (1892)
- The Humour of Italy (1892)
- The Humour of Holland (1893)
- The Captain of the Locusts (1899)
- Chapinga's While Man (1901)
- Native Races of British Central Africa (1906)
- The Language Families of Africa (1915)
- A Swahili History of Pate (1915)
- Introductory Sketch of the Bantu Languages (1919)
- The Swahili Saga of Liongo Fumo (1926)
- Swahili Tales (1929)
- Structure and Relationship of African Languages (1930)
- The Story of Miqdad and Mayasa (1932)
- Myths and Legends of the Bantu (1933)